# HVV Tubantia in het seizoen 1960/61
Het seizoen 1960/1961 was het zesde jaar in het bestaan van de Hengelose betaaldvoetbalclub Tubantia. De club kwam uit in de Tweede divisie en eindigde daarin op de 12e plaats. Tevens deed de club mee aan het toernooi om de KNVB beker, hierin werd de club in de groepsfase uitgeschakeld.

## Wedstrijdstatistieken

### Tweede divisie
|       | Baronie | De Graafschap | Haarlem | Hilversum | LONGA | N.E.C. | Oldenzaal | PEC   | Rigtersbleek | Roda Sport | UVS   | De Valk | Velox | Wilhelmina | Zeist | Zwartemeer | Zwolsche Boys |
| ----- | ------- | ------------- | ------- | --------- | ----- | ------ | --------- | ----- | ------------ | ---------- | ----- | ------- | ----- | ---------- | ----- | ---------- | ------------- |
| Thuis | 2 – 2   | 0 – 3         | 1 – 2   | 3 – 1     | 3 – 4 | 1 – 2  | 3 – 0     | 0 – 1 | 4 – 0        | 3 – 1      | 4 – 2 | 5 – 1   | 2 – 1 | 0 – 3      | 2 – 2 | 3 – 3      | 0 – 1         |
| Uit   | 7 – 2   | 4 – 2         | 4 – 0   | 0 – 1     | 2 – 2 | 2 – 1  | 1 – 0     | 2 – 5 | 3 – 2        | 5 – 1      | 2 – 2 | 1 – 1   | 4 – 2 | 4 – 2      | 1 – 1 | 3 – 3      | 1 – 3         |

### KNVB beker
| Groepsfase                                     | Tubantia                  | 3 – 4 (1 – 3) | Enschedese Boys                                                 |
| 14 augustus 1960 Plaats: Hengelo Veldwijk      | Willy Roters 14', –', 84' |               | –', –' Gerrit Moddejonge Henk Leusink 46' (pen.) Richard Paauwe |
| Groepsfase                                     | Sportclub Enschede        | 1 – 3 (1 – 1) | Tubantia                                                        |
| 18 september 1960 Plaats: Enschede Het Diekman | André Hofman 35'          |               | 2', 68' Jan Ruinemans 73' Ton Dekker                            |
| Groepsfase                                     | Tubantia                  | 0 – 5 (0 – 2) | Oldenzaal                                                       |
| 30 oktober 1960 Plaats: Hengelo Veldwijk       |                           |               | 3' Gerrit Plas 21', 47', 57' Henk Kalsbeek 62' Peter Hoomans    |
| Groepsfase                                     | Rigtersbleek              | 2 – 3 (1 - 2) | Tubantia                                                        |
| 12 april 1961 Plaats: Enschede Heekstraat      | Hennie Vrelink 19', 62'   |               | 32', 34' Gerrit Lippinkhof 55' Willy Scholten                   |

## Statistieken Tubantia 1960/1961

### Eindstand Tubantia in de Nederlandse Tweede divisie 1960 / 1961
| Stand | Gespeeld | Gewonnen | Gelijk | Verloren | Punten | Doelpunten voor | Doelpunten tegen |
| ----- | -------- | -------- | ------ | -------- | ------ | --------------- | ---------------- |
| 12e   | 34       | 10       | 8      | 16       | 28     | 55              | 75               |

### Topscorers
| #                | Naam                         | Goal |
| ---------------- | ---------------------------- | ---- |
| 1.               | Willy Roters                 | 18   |
| 2.               | Jan Ruinemans                | 12   |
| 3.               | Hennie Spoolder              | 10   |
| 4.               | Ton Dekker                   | 8    |
| 5.               | Bennie Haghuis               | 4    |
| 5.               | Paul Wiorka                  | 4    |
| 7.               | Wim Perik                    | 3    |
| 8.               | Frans Eppink                 | 2    |
| 9.               | Frans Boerkamp               | 1    |
| 9.               | Joop Odenthal                | 1    |
| 9.               | Willy Scholten               |      |
| Eigen doelpunten |                              |      |
| –                | Joop Knol (Zwolsche Boys)    | 1    |
| –                | Dick Wennink (De Graafschap) | 1    |
| Totaal           | Totaal                       | 55   |

| #      | Naam              | Goal |
| ------ | ----------------- | ---- |
| 1.     | Willy Roters      | 3    |
| 2.     | Jan Ruinemans     | 2    |
| 2.     | Gerrit Lippinkhof | 2    |
| 4.     | Ton Dekker        | 1    |
| 4.     | Willy Scholten    | 1    |
| Totaal | Totaal            | 9    |

## Voetnoten
Baronie · De Graafschap · Haarlem · Hilversum · LONGA · N.E.C. · Oldenzaal · PEC · Rigtersbleek · Roda Sport · Tubantia · UVS · De Valk · Velox · Wilhelmina · Zeist · Zwartemeer · Zwolsche Boys